# 염주비둘기
염주비둘기(念珠- , Eurasian collared dove)는 비둘기과에 속하며 학명은 Streptopelia decaocto이다. 몸길은 약 28cm이고 몸은 회색이다. 목 뒤에 좁은 검은색 띠가 있으며, 날개깃도 검다. 꼬리 끝에는 넓은 흰색 띠가 있다. 도시의 공원·주택가·해안·섬에 서식하며 식물의 씨나 열매를 즐겨 먹지만, 사람이 버린 빵 조각이나 음식 찌꺼기도 먹는다.
유라시아대륙에 폭넓게 분포하며, 최근에는 서부유럽으로도 확산되고 있다. 한국에서는 서해안 섬지역과 홍도에서 볼 수 있다.